# Андало
Андало (итал. Andalo) је насеље у Италији у округу Тренто, региону Трентино-Јужни Тирол.
Према процени из 2011. у насељу је живело 1005 становника. Насеље се налази на надморској висини од 1024 м.

## Становништво
Према резултатима пописа становништва 2011. у општини је живело 1.026 становника.
| 1931. | 1936. | 1951. | 1961. | 1971. | 1981. | 1991. | 2001. | 2011. |
| ----- | ----- | ----- | ----- | ----- | ----- | ----- | ----- | ----- |
| 831   | 817   | 853   | 940   | 880   | 935   | 994   | 1.015 | 1.026 |